# Giochi di bambini
Giochi di bambini è un dipinto a olio su tavola (118x161 cm) di Pieter Bruegel il Vecchio, datato 1560 e conservato nel Kunsthistorisches Museum di Vienna. È firmato in basso a destra "BRVEGEL 1560".

## Storia
L'opera, citata da van Mander nel 1604, venne acquistata nel 1594 dall'arciduca Ernesto d'Asburgo. Nel 1784 comparì nel catalogo di Chrétien de Mechel.

## Descrizione e stile
La brulicante veduta della piazza di un paese ospita gruppi di bambini che mettono in scena circa ottanta giochi dell'infanzia. Il soggetto, già praticato nella miniatura medievale, viene qui per la prima volta riunito in un'unica scena. La veduta è infatti ottenuta tramite l'applicazione geometrica della prospettiva quattrocentesca, popolata da gruppi di figure e personaggi singoli equilibratamente sparpagliati, con un'organizzazione per zone facilitata dalla presenza di macchie colorate sul terreno, ora polveroso, ora fangoso, ora erboso, in piena luce oppure in ombra.
I volti da adulti dei fanciulli, completamente assenti e indifferenti al divertimento ludico, sono interpretati come un richiamo alle futili abitudini umane, svolte in maniera meccanica e senza alcuna soddisfazione. 
Il lato sinistro del dipinto, dove oltre un'abitazione dalla parete rossa si vede un giardino e, più lontano, un'oasi frescheggiante sulle rive di un fiume, offre un punto di sosta e riposo per la mente dell'osservatore, con la piacevolissima veduta delle lontane case del villaggio.

### I giochi
Iniziando dal basso a sinistra si riconoscono: